# Constanze Werner
 Constanze Werner (* 1967 in München) ist eine deutsche Historikerin, Kuratorin und Museumsleiterin.

## Leben und beruflicher Werdegang
Constanze Werner studierte zwischen 1986 und 1995 Rechtswissenschaft, Kunstgeschichte, Geschichte und Germanistik an der Ludwig-Maximilians-Universität München (LMU) sowie an der Humboldt-Universität zu Berlin mit Abschluss als Magistra Artium im Januar 1996. Von September 2000 bis Juni 2004 war sie Doktorandin an der LMU München. Im Juli 2004 promovierte sie zum Dr. phil. mit einer Studie zu Kriegswirtschaft und Zwangsarbeit bei BMW.
Zwischen 1998 und 2000 erstellte sie unter anderem eine Festschrift anlässlich des 120-jährigen Bestehens des Münchner Altenheims „Marienstift“ für das Bayerische Sozialministerium, eine Dokumentation der KZ-Gedenkstätten und Friedhöfe in Bayern für die Bayerische Verwaltung der staatlichen Schlösser, Gärten und Seen und führte Zeitzeugen-Interviews mit ehemaligen Münchner Zwangsarbeitern in Kiew/Ukraine. Zudem war sie zuständig für die Organisation und Konzeption des Zwangsarbeiter-Entschädigungs-Programms der Stadt München.
Seit 2003 ist sie Leiterin des Oberammergaumuseums, mit Pilatushaus und Ausstellung- und Führungsbereich Passionstheater. Zwischen April 2008 und Dezember 2021 war sie zusätzlich Leiterin des Geigenbaumuseums Mittenwald. Seit September 2021 ist sie auch Leiterin des Museums Werdenfels des Landkreises Garmisch-Partenkirchen. Dabei erfolgte u. a. die Neukonzeption und Organisation der umfassenden denkmalgerechten Bau- und Umbaumaßnahmen des Oberammergau Museums.

## Konzeptionelle Tätigkeiten und Ausstellungen

### Oberammergau Museum/Pilatushaus/Führungsbetrieb Passionstheater
Von 2003 bis 2004 erfolgte eine Neukonzeption der Sammlungen im Oberammergau Museum, bei der das Alleinstellungsmerkmal der Schnitzkunst und Bildhauerei hervorgehoben wurde. Im Pilatushaus lag der Fokus auf der Präsentation von Hinterglasbildern, während im Passionstheater die Passionsgeschichte im Mittelpunkt stand.
Zudem wurden die Organisation und Konzeption der denkmalgerechten Bau- und Umbaumaßnahmen des 1910 eröffneten Oberammergau Museums durchgeführt.
In Zusammenarbeit mit regionalen und überregionalen Museen wurden Ausstellungen sowie Flyer und andere Materialien erstellt. 2012 wurde die Frühgeschichtsabteilung eröffnet, die sich mit den Römern und Rätiern in Oberammergau befasst und Funde sowie die Geschichte eines rätischen Heiligtums am Döttenbichl (ca. 300 v. Chr. – 50 n. Chr.) präsentiert. Zu den Exponaten zählen Leihgaben der Archäologischen Staatssammlung München.

### Ausstellungstätigkeit 2005–2020 (Auswahl)
- 2005
  - Scherenschnitte vom Gelben Fluss – Chinesische und bayerische Volkskunst. Vergleichslinien
  - Michelangelo und die Folgen – Davidabbildungen in der Kunst
  - Begleitausstellung zur Aufführung des „König David“ im Passionstheater Oberammergau
  - Julius Himpel (1914–1985), ein bayerischer Lehrer zeichnet Welttheater
  - Retrospektive zum 91. Geburtstag (1946–67), Katalog
- 2006
  - Ernst Maria Lang – Karikaturen eines Zeitzeugen (Retrospektive zum 90. Geburtstag des gebürtigen Oberammergauers)
  - Elisabeth Endres – Bilderdenken, Ausstellung, Katalog zum Gesamtwerk der 1943 in Oberammergau geborenen Malerin ** 200 Jahre Königreich Bayern – Oberammergau und das bayerische Herrscherhaus (Auf den Spuren der Wittelsbacher durch das Oberammergau Museum)
- 2007
  - „Made in Bavaria“: Spielzeug aus Nürnberg, Oberammergau und Berchtesgaden, Wanderausstellung in Kooperation mit dem Nürnberger Spielzeugmuseum und dem Heimatmuseum Berchtesgaden, Schloss Adelsheim.
  - Von Himmlischen Heerscharen, Schutzengeln und fröhlich-frechen Putten – die Weihnachtsausstellung im Oberammergau Museum; eine Kooperation mit dem St. Lukas Verein
- 2008
  - Rudolf Wachter – Gebrochener Raum (Der international bekannte Bildhauer war Absolvent der Oberammergauer Schnitzschule)
  - Zeitsprung – von der Steinzeit bis zu den Römern – eine Vor- und Frühgeschichtsausstellung, Euregio-Projekt (Experimentalarchäologische Wanderausstellung) in Zusammenarbeit mit dem Tiroler Landesmuseum Ferdinandeum,
- 2009
  - Hubert Nikolaus Lang (1909–1972). Ein Oberammergauer Bildhauer zwischen Klassik und Moderne, Katalog
- 2010
  - Neue Dauerausstellung im Foyer des Passionstheaters
  - Der Bildhauer Josef Michael Fux – Eine Retrospektive, Katalog
  - Ein Dorf spielt die Erlösung – Die Geschichte der Oberammergauer Passion 1634 bis 2010
- 2011
  - World in Passion – ein internationales Fotokunstprojekt zu den Lebenden Bildern der Passion
  - Leiden und Größe im Exil – der Joseph-Roman und Thomas Mann
  - Wo ist Ludwig II.? Eine Spurensuche durch das Dorf Oberammergau und sein Museum
- 2012
  - Hans Schwaighofer (1920–2000) – Gestalter und Erneuerer, Katalog
  - Stephanie Kölbl – Liebe zu... Katzen, Holzschnitte aus fünf Jahrzehnten
- 2013
  - Zwischen Stein und Wolke – Ernst Neukamp (1937–2006), die Ausstellung wurde mit dem Kunstmuseum Erlangen kuratiert, Katalog
  - Landschaft in der Hinterglasmalerei des 18. Jahrhunderts, Katalog im Deutschen Kunstverlag
  - Spiegelbild, Schatten und Echo – Die Hinterglaswelten der Fride WirtlWalser, die Ausstellung wanderte danach in das Vitro Musee Romont, Deutsch-französischer Katalog
- 2014
  - Der Maler Michael Zeno Diemer (1867–1939), eine Ausstellung im Oberammergau Museum, Werdenfels Museum und Geigenbaumuseum Mittenwald, Katalog im Deutschen Kunstverlag
- 2015
  - NS-Herrschaft und Krieg – Oberammergau 1933–1945
  - Spuren des Barock – Franz Seraph Zwinck
- 2017
  - Was ist ein reines Nichts und doch sichtbar? Schatten und Silhouetten des Menschen durch die Jahrhunderte
  - „Aber Glasbilder, scheint mir, lernten wir erst in Murnau kennen“, gemeinsame Ausstellung mit dem Schlossmuseum Murnau, Katalog
  - Holz lebt – Ein Rückblick auf das Werk des Bildhauers Konrad Saal
- 2018
  - Mythos Bayern – preview! Ausstellung des Künstlerbunds Garmisch-Partenkirchen
  - „Mit künstlerischem Gespür“ – Natur und Kultur als Inspiration
  - Glanz Farbe Licht – Hinterglasmalerei in Oberammergau im 18. und 19. Jahrhundert
- 2019
  - Der schwarze Tod – Seuchen, Angst und Glaube, Leihgaben des Dommuseums Freising
  - Leidenschaft – Jahresausstellung des Künstlerbund Garmisch-Partenkirchen e.V.
- 2021
  - Bühnenform und Bühnenbild der Passionsspiele
- 2022
  - (IM)MATERIELL – Stoff, Körper, Passion, Gebäude- und Rauminstallation zur Passion 2022
- 2023
  - Elisabeth Endres (1942–2011) – Bis an die Schmerzgrenze, eine Retrospektive. 1. April 2023 bis 5. November 2023

#### Ausstellungstätigkeit 2008–2020
- 2008
  - Max Krause – Unternehmer und Bergsteigerpionier – Frühe Bergphotographien
  - Die Weihnachtsgeschichte in der Hinterglasmalerei (1550–1850), Katalog
- 2009
  - „…dem Markt Mittenwald, der so sehr gelitten.“ Die Auswirkungen der Tiroler Freiheitskriege 1809 auf Mittenwald und die Grenzregion
  - Die Malerin Waldtraut Adam-Mohr: ein Künstlerleben – eine Lebenskünstlerin
- 2010
  - Matthias Klotz und Söhne – Der frühe Mittenwalder Geigenbau
- 2011
  - „Klang und Ästhetik“ – Mittenwalder – und italienische Gitarren, Katalog
  - Lenk deinen Schritt engelwärts... – regionale Künstler stellen aus
- 2012
  - 100 Jahre Mittenwaldbahn – eine Jubiläumsausstellung
  - Vor großer Kulisse. Malen in Mittenwald – Gemälde aus der Zeit der Jahrhundertwende bis in die 1930er Jahre
- 2013
  - Mittenwald – Wiege des Zitherbaus, Katalog
- 2014
  - Der Maler Michael Zeno Diemer (1867–1939), Landschaft, Historie, Technik, Eine Ausstellung in drei Museen (Oberammergau Museum, Werdenfels Museum und Geigenbaumuseum Mittenwald), Katalog
- 2015
  - Mathias Kloz und seine Schüler – der barocke Mittenwalder Geigenbau
- 2016
  - Der Maler Fritz Prölß (1855–1934) – Menschen und Alltag seinerZeit
- 2017
  - Max Seidel (1904–1993) – Bildberichter Katalog
  - Von Berlin nach Mittenwald – der Maler Reent Looschen (1893–1945)
- 2018
  - „Mit künstlerischem Gespür“ – Natur und Kultur als Inspiration
  - Gemeinsame Ausstellung Werdenfels Museum Garmisch-Partenkirchen, Geigenbaumuseum Mittenwald, Oberammergau Museum
- 2019
  - „Leben im Dorf – im Dorf leben“ – Mittenwald in historischen Fotografien, Katalog
- 2020
  - Die Mittenwalder Fasnacht und ihre Larven
- 2021
  - Gleicher Blickwinkel – Mittenwald gemalt und fotografiert!

### Museum Werdenfels, Garmisch-Partenkirchen
- 2022
  - Silber, Glanz und Farbenrausch. Zwei Welten begegnen sich – Hinterglasbilder aus China und Oberbayern (12. Oktober 2022 – 31. März 2023)
- 2023
  - „Geh doch zu Momo“ – Michael Ende und sein Märchenroman (13. Juli 2023 – 7. Februar 2024)

## Ehrenamtliche Beratertätigkeiten
- 2. Vorstand der Hugo-Troendle-Kunststiftung München
- Kulturbeirat Garmisch-Partenkirchen
- Schleifmühlenprojekt Ohlstadt
- Projekt „Kunstamt“ Mittenwald

## Publikationen

### Selbständige Veröffentlichungen
- Das Marienstift. Zur Geschichte des ersten privaten Münchner Damenstifts 1878–1998, München 1998
- Kiew – München-Kiew. Schicksale ukrainischer Zwangsarbeiter, München 2000
- Kriegswirtschaft und Zwangsarbeit bei BMW, München 2005 (zugleich Dissertation LMU 2004)
- „Wenn das neue Geschlecht erkennt, was das alte verschuldet...“. KZ-Friedhöfe und -Gedenkstätten in Bayern, hrsg. von der Bayerischen Verwaltung der staatlichen Schlösser, Gärten und Seen, Regensburg 2011
- Oberammergau Museum. Kunst- und Kulturgeschichte eines berühmten Dorfes, Edition LOGIKA 19, Höhenkirchen-Siegertsbrunn 2019

### Ausstellungskataloge (Auswahl)
- Der Maler Julius Himpel, Oberammergau 2005
- Elisabeth Endres, Bilderdenken, Oberammergau 2006
- Die Weihnachtsgeschichte in der Hinterglasmalerei (1550–1850), Mittenwald 2008
- Der Bildhauer Hubert Nikolaus Lang, Oberammergau 2009
- Der Bildhauer Josef Michael Fux – Eine Retrospektive, Oberammergau 2010
- Hans Schwaighofer – Gestalter und Erneuerer, Oberammergau 2012
- Zwischen Stein und Wolke – Ernst Neukamp (1937–2006), Erlangen, Oberammergau 2013
- Landschaft in der Hinterglasmalerei des 18. Jahrhunderts, München 2013
- Spiegelbild, Schatten und Echo – Die Hinterglaswelten der Fride WirtlWalser, Katalogkooperation mit dem Vitro Musee Romont, deutsch-französischer Katalog, Oberammergau, Romont 2013
- Der Maler Michael Zeno Diemer (1867–1939), Landschaft, Historie, Technik, München 2014
- Grenzgeschichten (Euregio Projekt), Lebenserinnerungen von Frauen und Männern aus Leutasch, Mittenwald, Scharnitz und Seefeld, Mittenwald 2015
- Max Seidel (1904–1993), Bildberichter, Mittenwald 2017
- Gabriele Münter und die Volkskunst (zusammen mit Sandra Uhrig, Schlossmuseum Murnau), München 2017
- Elisabeth Endres (1942 bis 2011). Retrospektive. Bis an die Schmerzgrenze, Oberammergau 2023

| Personendaten    | Personendaten                                        |
| ---------------- | ---------------------------------------------------- |
| NAME             | Werner, Constanze                                    |
| KURZBESCHREIBUNG | deutsche Historikerin, Kuratorin und Museumsleiterin |
| GEBURTSDATUM     | 1967                                                 |
| GEBURTSORT       | München                                              |